# Xyris calderonii
Xyris calderonii är en gräsväxtart som beskrevs av Kral, L.B.Sm. och Maria das Graças Lapa Wanderley. Xyris calderonii ingår i släktet Xyris och familjen Xyridaceae. Inga underarter finns listade i Catalogue of Life.